# Hans Wetterström
Hans Wetterström, född 11 december 1923 i Nyköping, död 17 november 1980 i Nyköping, var en svensk kanotist. Han blev olympisk guldmedaljör i London 1948 och olympisk silvermedaljör i Helsingfors 1952.
Wetterström är Stor grabb nummer 24 på Svenska Kanotförbundets lista över mottagare för utmärkelsen Stor kanotist.